# Tange Sø
Tange Sø är en sjö i Danmark.   Den ligger strax söder om Bjerringbro i Region Mittjylland, 200 km väster om Köpenhamn. Tange Sø ligger 13 meter över havet. Arean är 5,4 kvadratkilometer. Sjöns större tillflöden är Gudenå, Borre Å och Tange Å.
Tange Sø är Danmarks största konstgjorda sjö. Den uppstod 1920 när ett vattenkraftverk, Tangeværket, byggdes i Gudenå.
Den här artikeln är helt eller delvis baserad på material från danskspråkiga Wikipedia, tidigare version.